# Ричард Юел
Ричард Стодърт Юел (на английски: Richard Stoddert Ewell, 8 февруари 1817 – 25 януари 1872) е офицер от кариерата на Армията на САЩ и генерал от Армията на Конфедерацията по време на Американската гражданска война.
Той става известен като старши командир под Стоунуол Джаксън и Робърт Лий и се бие ефективно през голяма част от войната, но наследството му е засенчено от противоречия относно действията му в битката при Гетисбърг и битката при Спотсилвания корт хаус.